# Comuna Obreja, Caraș-Severin
Obreja este o comună în județul Caraș-Severin, Banat, România, formată din satele Ciuta, Iaz, Obreja (reședința) și Var.

## Personalități marcante
- Moise Groza, general.
- Ilie Sârbu, preot, politician, senator.
- Achim Nica, cântăreț de muzică populară,interpreta cântece cu specific din zona Banatului.Din 2001 este cetățean de onoare al municipiului București.

## Demografie
Componența etnică a comunei Obreja
     Români (91,76%)
     Alte etnii (0,15%)
     Necunoscută (8,09%)
Componența confesională a comunei Obreja
     Ortodocși (71,19%)
     Penticostali (12,57%)
     Baptiști (5,22%)
     Adventiști (1,23%)
     Alte religii (1,39%)
     Necunoscută (8,4%)
Conform recensământului efectuat în 2021, populația comunei Obreja se ridică la 3.239 de locuitori, în scădere față de recensământul anterior din 2011, când fuseseră înregistrați 3.252 de locuitori. Majoritatea locuitorilor sunt români (91,76%), iar pentru 8,09% nu se cunoaște apartenența etnică. Din punct de vedere confesional, majoritatea locuitorilor sunt ortodocși (71,19%), cu minorități de penticostali (12,57%), baptiști (5,22%) și adventiști (1,23%), iar pentru 8,4% nu se cunoaște apartenența confesională.

## Politică și administrație
Comuna Obreja este administrată de un primar și un consiliu local compus din 13 consilieri. Primarul, Ion Rusalin Pascotă[*], de la Partidul Național Liberal, este în funcție din 1 noiembrie 2024. Începând cu alegerile locale din 2024, consiliul local are următoarea componență pe partide politice:
|  | Partid                          | Consilieri | Componența Consiliului | Componența Consiliului | Componența Consiliului | Componența Consiliului | Componența Consiliului |
|  | ------------------------------- | ---------- | ---------------------- | ---------------------- | ---------------------- | ---------------------- | ---------------------- |
|  | Partidul Social Democrat        | 5          |                        |                        |                        |                        |                        |
|  | Partidul Național Liberal       | 5          |                        |                        |                        |                        |                        |
|  | Alianța pentru Unirea Românilor | 2          |                        |                        |                        |                        |                        |
|  | Partidul Mișcarea Populară      | 1          |                        |                        |                        |                        |                        |

## Bibliografie

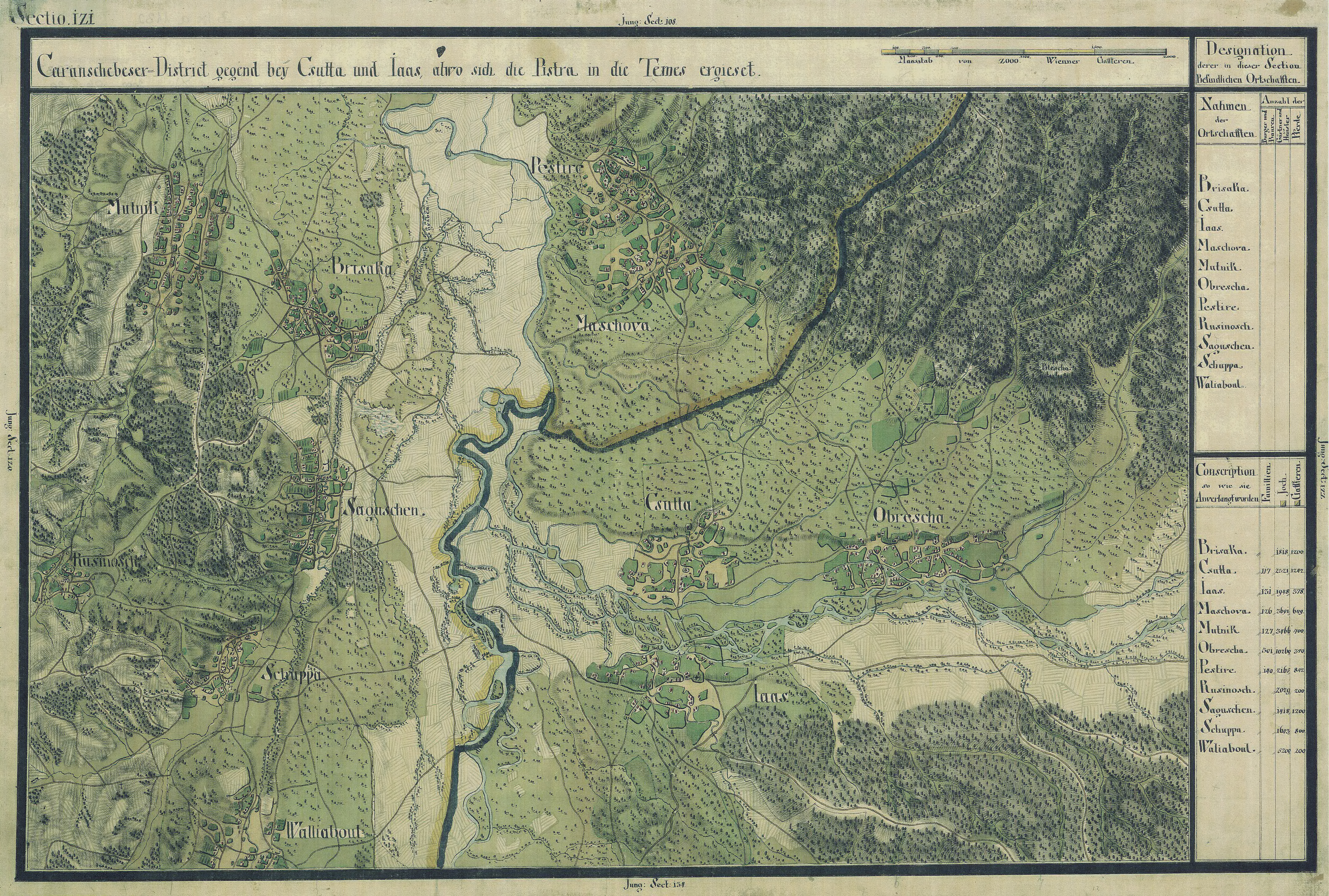
Obreja în Harta Iosefină a Banatului, 1769-72